# Leonard Tourjanski
Pour les articles homonymes, voir Tourjanski.
Leonard Viktorovitch Tourjanski (en russe : Леонард Викторович Туржанский), né le 9 février 1875 à Ekaterinbourg et mort le 31 mars 1945 à Moscou, est un peintre russe impressionniste.

## Biographie
Leonard Tourjanski naît dans la famille d'un médecin d'Ekaterinbourg. Il étudie à l'académie centrale du dessin technique du baron von Stieglitz de Saint-Pétersbourg en 1895, puis à l'école d'art Stroganov de Moscou (1896-1897) et enfin à l'école de peinture, de sculpture et d'architecture de Moscou (1898-1909). Il étudie auprès de professeurs fameux, comme Alexeï Stepanov, Valentin Serov ou Constantin Korovine. De ses premières œuvres, on peut distinguer son portrait de Bounine et celui de l'artiste Petrova.
Tourjanski est l'auteur d'œuvres religieuses avant la révolution, à l'atelier de Kojevnikov; mais ensuite il peint exclusivement des paysages. Beaucoup d'entre eux incluent des motifs animaliers, surtout des animaux domestiques, chevaux, vaches et ovins, et dépeignent les paysages des montagnes de l'Oural. Il peint souvent la campagne du village de Maly Oustok, près d'Ekaterinbourg et y retourne chaque printemps après son installation à Moscou. Il peint également des paysages des environs de Moscou.
Tourjanski présente ses tableaux aux expositions des Ambulants et devient membre en 1912 de la Société des artistes de Russie. Son art est étroitement lié à celui de l'art russe du XIXe siècle, mais c'est l'un des premiers paysagistes russes à s'inspirer des méthodes de l'impressionnisme.

## Illustrations

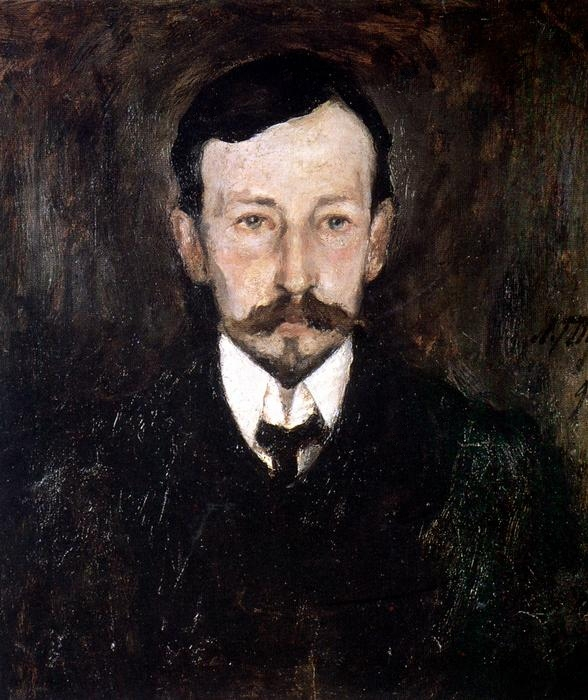
Portrait de Bounine (1905)
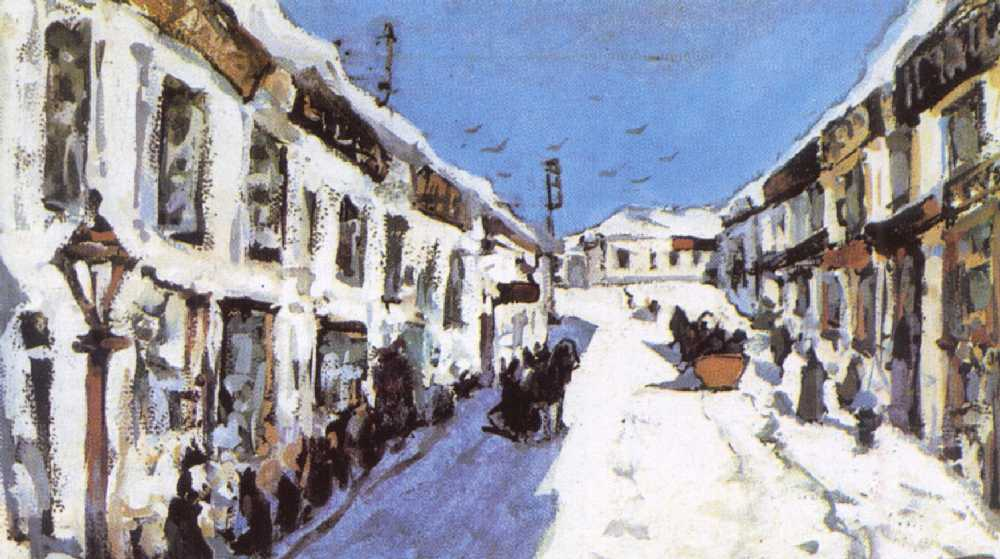
L'Hiver (1910)
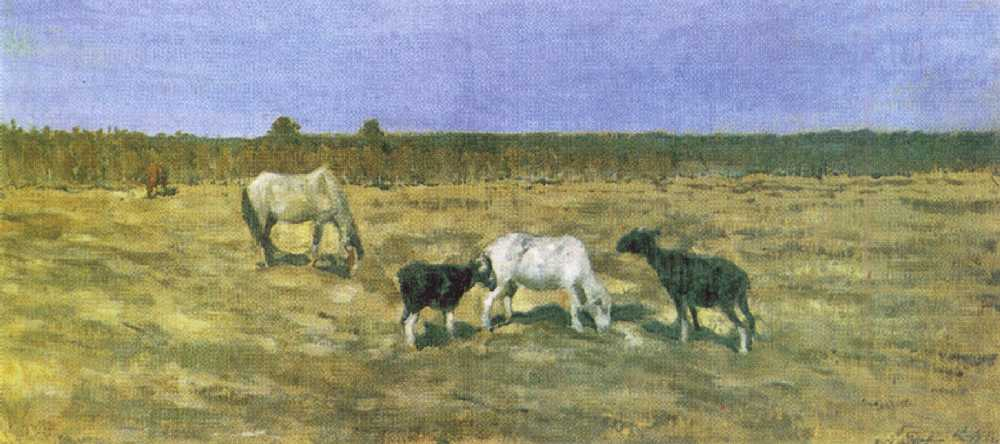
Printemps dans la steppe (1911)
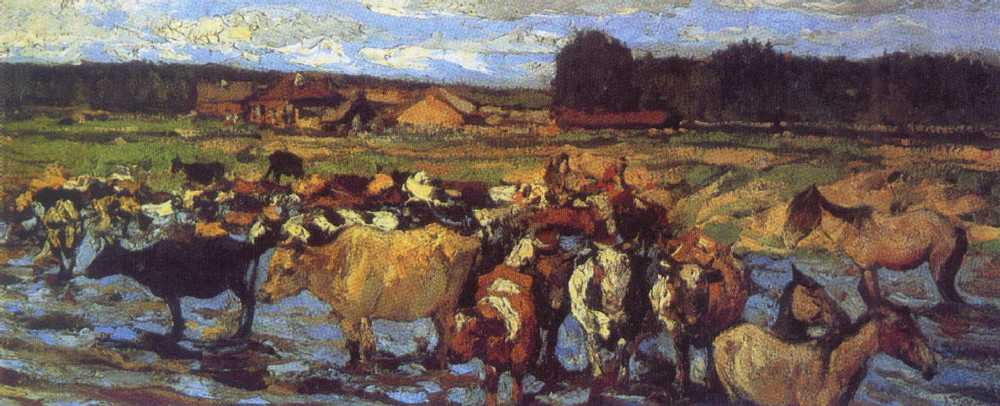
Midi à la campagne (troupeau) (1914)

## Source
- (ru) Cet article est partiellement ou en totalité issu de l’article de Wikipédia en russe intitulé « Туржанский, Леонард Викторович » (voir la liste des auteurs).